# Karl Prantl
Karl Prantl (Pöttsching, 5 november 1923 – aldaar, 8 oktober 2010) was een Oostenrijkse beeldhouwer.

## Biografie
Prantl is afkomstig uit een Oostenrijks-Hongaarse beambtenfamilie en groeide op in Pöttsching (Burgenland). Van 1946 tot 1952 studeerde hij schilderkunst aan de Akademie der bildenden Künste Wien onder Albert Paris Gütersloh. In 1953 verhuisde hij naar Wenen, waar hij zich aansloot bij de kunstenaarsgroep Der Kreis. In 1956 ging Prantl, in het kader van een Oostenrijks stipendium, voor een half jaar naar Rome. Aansluitend knoopte hij hier een meerdere maanden durende reis naar Griekenland aan vast.
Prantl is op beeldhouwgebied een autodidact; na zijn schilderopleiding schakelde hij in de vijftiger jaren op steen over als zijn werkmateriaal.

## Werk
Prantl betrok in 1958 zijn eerste atelier in de nabijheid van het Donaukanaal. Gedurende een jaar werkte hij aan een opdracht (een grote Grenzstein) in een steengroeve. Daar en dan ontdekte hij de eigenzinnigheid en de esthetiek van het beeldhouwen in de vrije natuur in tegenstelling tot het werken in een atelier. Voor zijn verdere carrière is deze, met ascese verbonden werkwijze, van grote betekenis gebleken. Zijn latere creaties tonen dit overduidelijk in vorm en uitdrukkingskracht.
Door deze nieuwe ervaring groeide het idee, gemeenschappelijk met andere beeldhouwers een beeldhouwersymposium te houden. Nog in hetzelfde jaar organiseerde hij in de Römersteinbruch bij Sankt Margarethen im Burgenland het eerste "Symposion Europäischer Bildhauer". Gedurende 3 maanden schiepen elf steenbeeldhouwers, uit acht landen afkomstig, beeldhouwwerken, die ook ter plekke werden tentoongesteld. Dit symposium geldt als het startpunt voor de talrijke beeldhouwersymposia die in Europa, Amerika en Azië nog zouden volgen.
In 1965 verhuisde Prantl naar een nieuw atelier, de vleugel van een gebouw van de Wereldtentoonstelling van 1873 in Wenen. Vijf jaar later verbrak hij zijn banden met het St. Margarethener Symposium, daar hij zijn levenswerk niet voldoende gedragen en gesteund zag door de openbare mening. In 1979 trad hij ook definitief uit de organisatie. Na verloop van jaren, in 1989, toen de storm was bedaard, trad Prantl weer toe.
Prantl werd in 1986 uitgenodigd voor deelname aan de Biënnale van Venetië. In 2008 werd hij met de Grote Oostenrijkse Staatsprijs onderscheiden.
De kunstenaar overleed op 8 oktober 2010 aan de gevolgens van een beroerte. Hij leefde en werkte tot zijn dood in Pöttsching, waar de architect Ernst Hiesmayr een woonhuis/atelier voor hem bouwde.

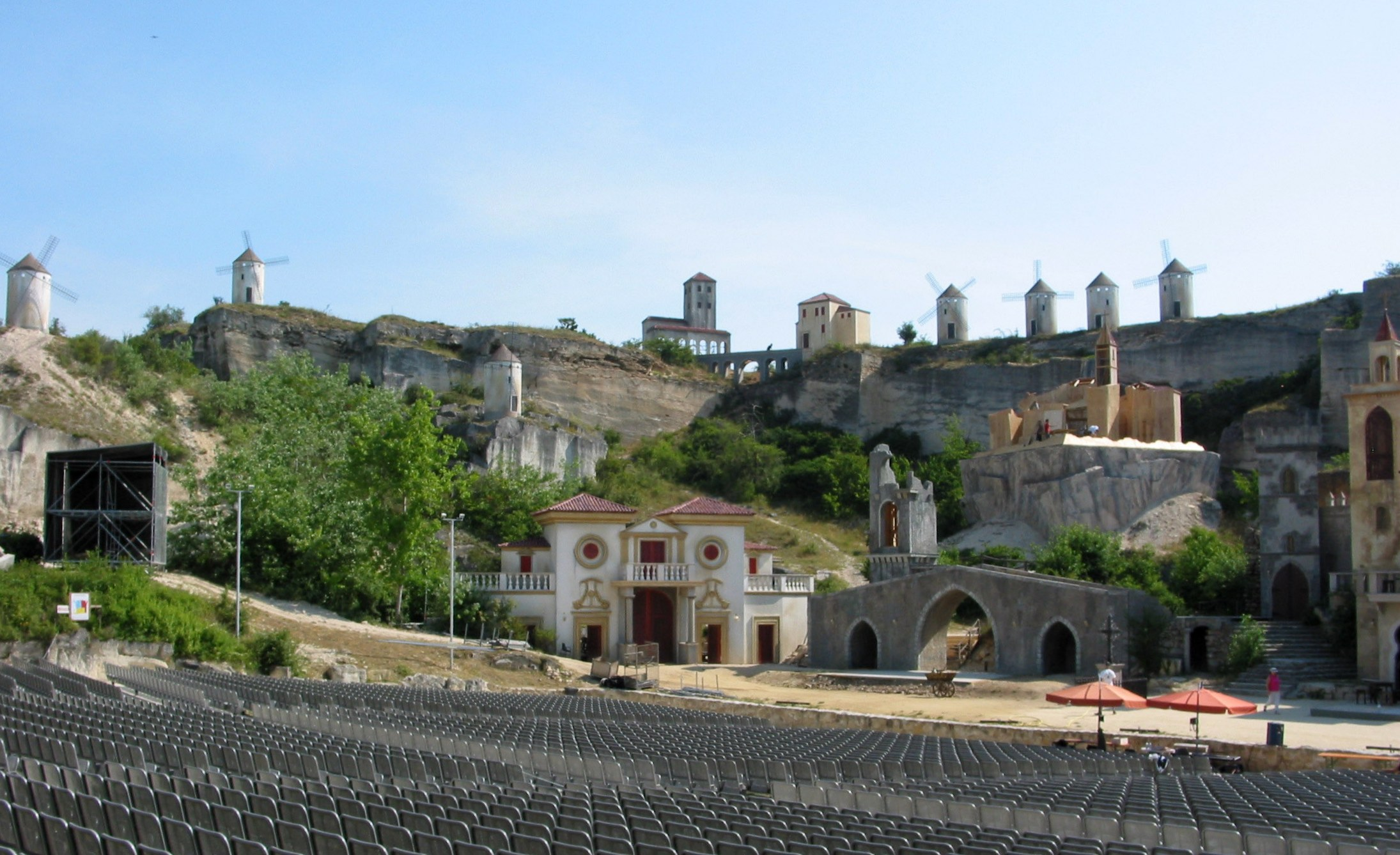
Römersteinbruch in St. Margarethen/Burgenland

## Deelname aan beeldhouwersymposia
- 1959 en volgende jaren: "Symposion Europäischer Bildhauer" in Sankt Margarethen (Burgenland), Oostenrijk
- 1961: Bildhauersymposion Kaisersteinbruch bij Kirchheim (Neder-Franken)
- 1961/62 Symposion in Berlijn (Thema: Bouw van de Berlijnse Muur op 13 augustus 1961), Duitsland
- 1962 Woestijn Negev, Israël
- 1965 Visné Ruzbachy (Tsjechië)
- 1968 Vermont International Stone Sculpture Symposium, Vermont Marble Company in Proctor (Vermont) (Rutland County, Vermont)
- 1968 Europapark Klagenfurt, Oostenrijk
- 1969/70 "International Sculptors" Osaka, Japan
- 1969/70 Bildhauersymposium 1969/70 in Oggelshausen (zie: Skulpturenfeld Oggelshausen)
- 1971 New York, Verenigde Staten / "Symposion Urbanum" in Neurenberg en Straße der Skulpturen (St. Wendel) in St. Wendel, Duitsland
- 1972 "Exerzitium Rom" in Rome, Italië
- 1974 Symposion in Gorinchem
- 1975/76 Perchtoldsdorf in Oostenrijk
- 1979 "Internationales Bildhauer-Symposion Bentheimer Sandstein" in Bad Bentheim, Duitsland
- 1980 Patiala, India
- 1982 Kunstwegen (Klooster Frenswegen) in Nordhorn, Duitsland
- 1985 Larvik, Noorwegen
- 1986 "Symposion am Untersberg" Salzburg, Oostenrijk
- 1987 Symposium "Steine an der Grenze" Büdingen / Wellingen, Saarland, Duitsland
- 1991 Shodoshima, Japan

## Werken in de openbare ruimte

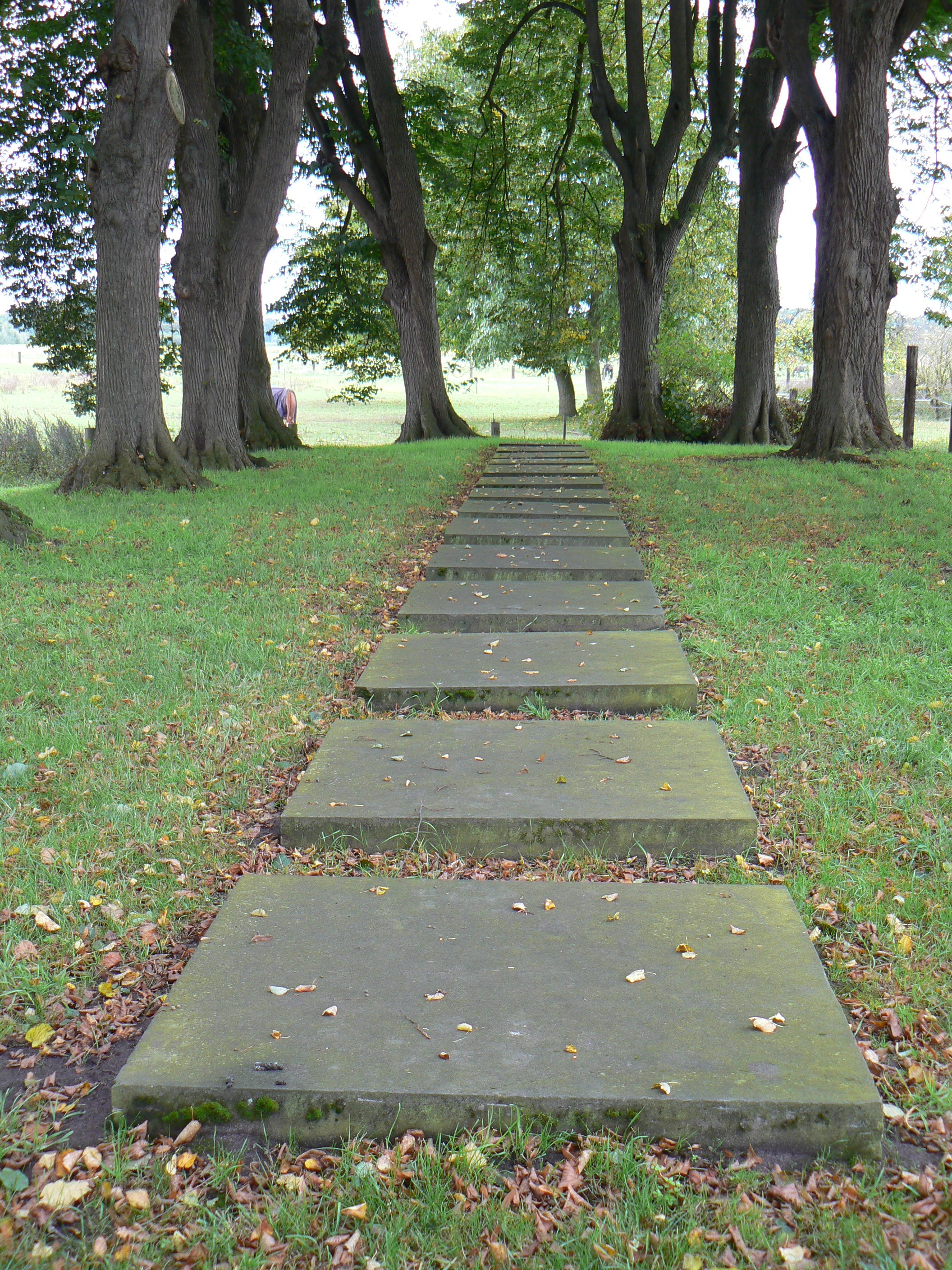
Kunstwegen, Klooster Frenswegen in Nordhorn

- 1958 : Grenzstein (zandsteen), Oostenrijks-Hongaarse grens (vanaf 2002 in Pöttsching)
- 1959 : Fünf Anrufungen (zandsteen), Symposion Sankt Margarethen in Burgenland (thans in Pöttsching)
- 1961 : Anrufungen en Die fünf Parallelen, Bildhauersymposion Kaisersteinbruch
- 1961 : Drei Anrufungen (zandsteen), Mauersymposion Berlin in Berlijn
- 1962 : Stein zur Ehre Gottes (kalkzandsteen), Symposium Mitspe Ramon in de Negev woestijn in Israël
- 1963 : Zur Meditation (zandsteen), Symposion Europäischer Bildhauer in Sankt Margarethen im Burgenland
- 1963/65 : Stein für Josef Matthias Hauer (zandsteen), Sankt Margarethen im Burgenland
- 1965 : Anrufungen (travertin), Vyšné Ružbachy (Okres Stará Ľubovňa) in Slowakije (Internationaal beeldhouwersymposium 1965 en 1966)
- 1967/1970 : Stein zur Meditation (graniet), Mauthausen Sculpture Symposium in Mauthausen
- 1968 : Stein zur Meditation (marmer) in Vermont (Verenigde Staten)
- 1969 : Tisch (zandsteen), Symposion in Sankt Margarethen im Burgenland (thans in Pöttsching)
- 1971 : Stein zur Meditation (graniet), Hauptmarkt in Neurenberg (Symposion Urbanum ter gelegenheid van de viering van 500 jaar Albrecht Dürer)
- 1971 : Stein zur Meditation (basalt), Straße der Skulpturen (St. Wendel) in Sankt Wendel
- 1973 : Steine für Nikolaus Copernicus (marmer), Junior College in Palm Beach (Florida) (Verenigde Staten)
- 1974 : Meditatiesteen (Symposion), Buiten de Waterpoort in Gorinchem (Nederland)
- 1978 : Sieben Stelen (basalt), Kath. Kirch Straße in Saarbrücken (Bildhauersymposium Saarbrücken)
- 1979 : Kreuzweg (Bentheimer zandsteen), klooster Frenswegen bij Nordhorn (Sandsteinsymposium Bentheim)
- 1981/82 : Stein zur Meditation (graniet), Gießener Kunstweg in Gießen
- 1983/84 : Stein für die juridische Fakultät in Wien (marmer), Hellesdorferstrasse in Wenen
- 1987 : Stein zur Meditation (labrador), Beeldenpark van het Neues Museum Nürnberg in Neurenberg
- 1987 : Stein zur Meditation (zandsteen), Steine an der Grenze, bij Merzig
- 1991 : Kreuzweg (graniet), Evangelische Stadtpfarrkirche St. Lorenz in Neurenberg

## Fotogalerij

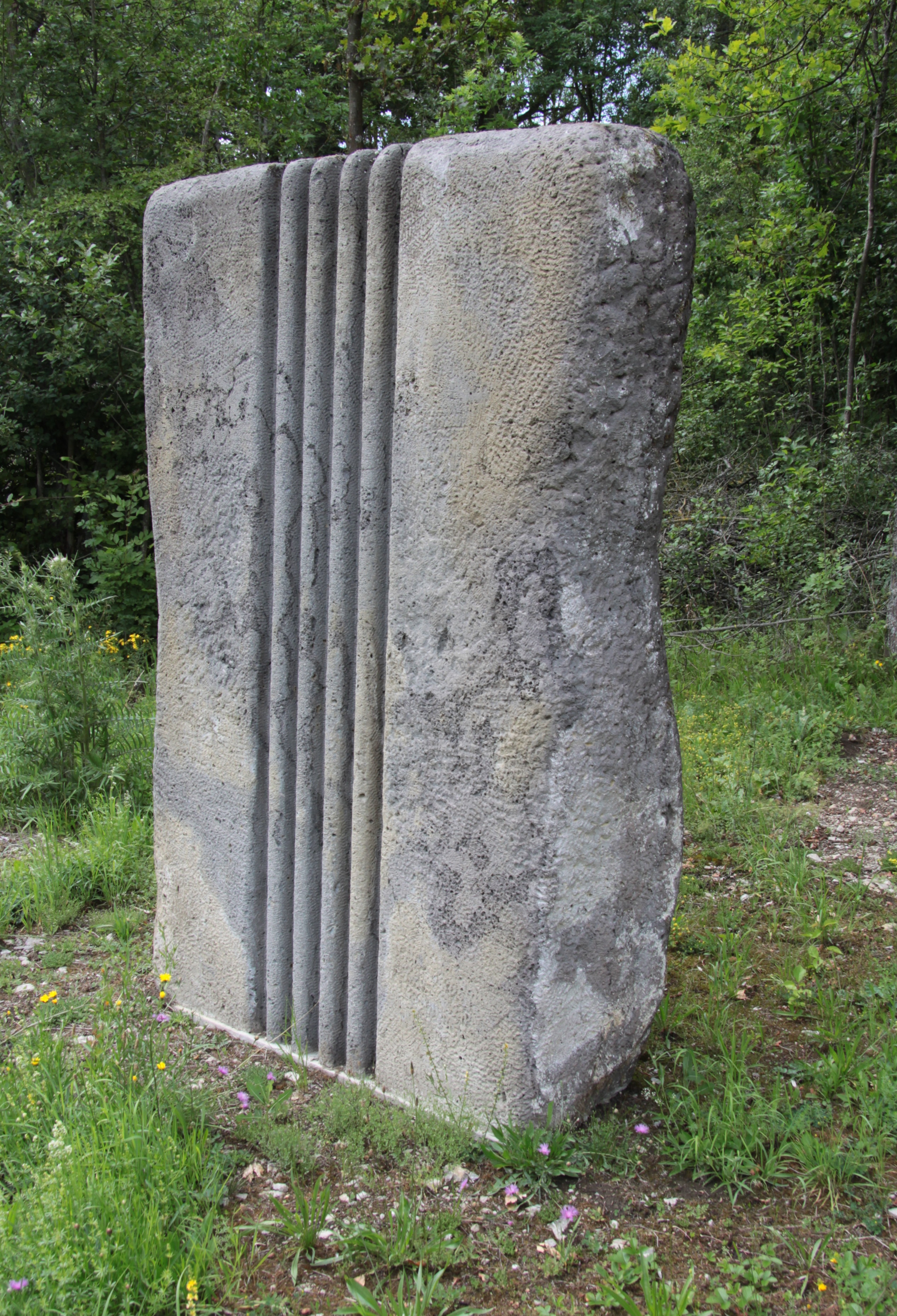
Die fünf Parallelen (1961)
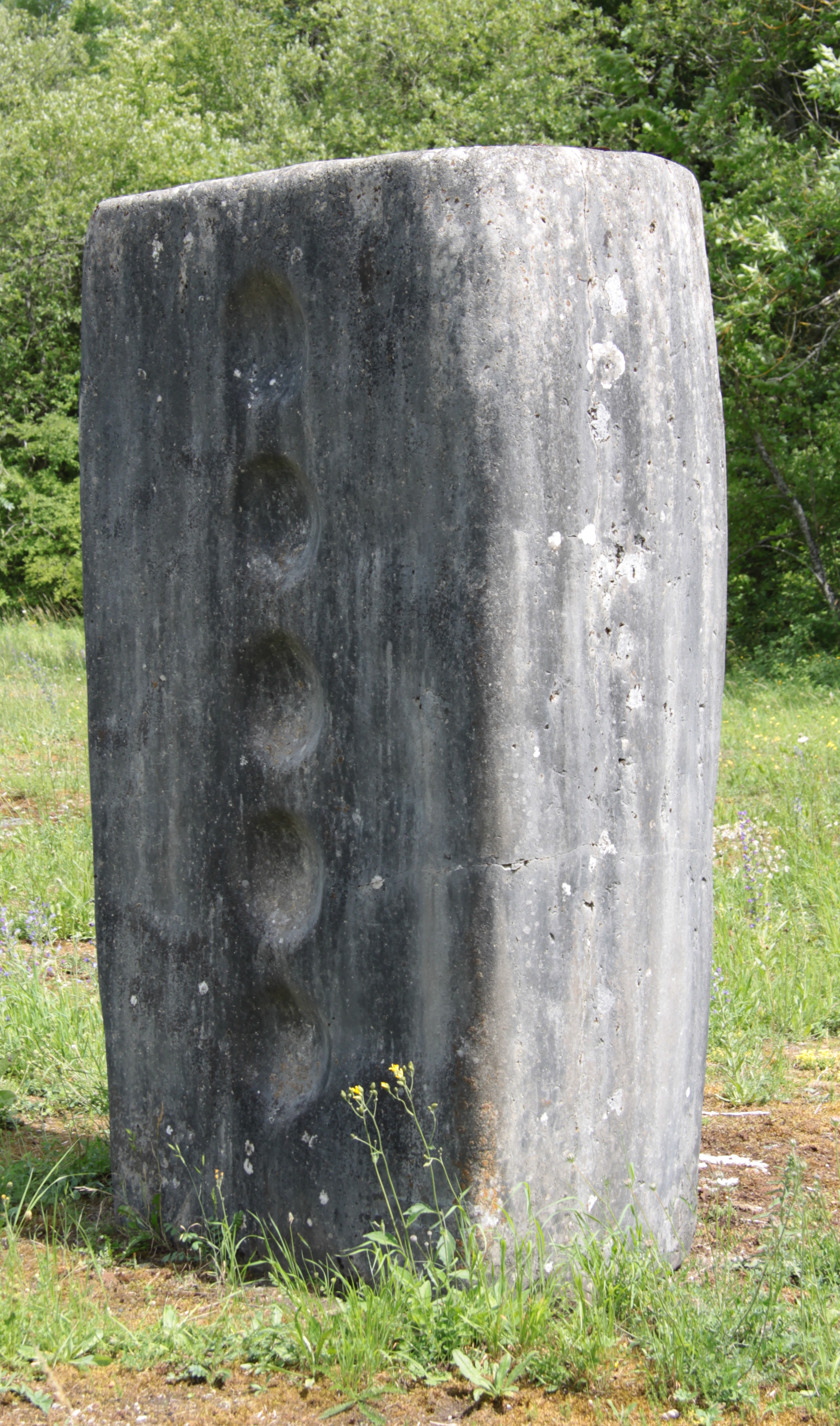
Anrufungen (1961)
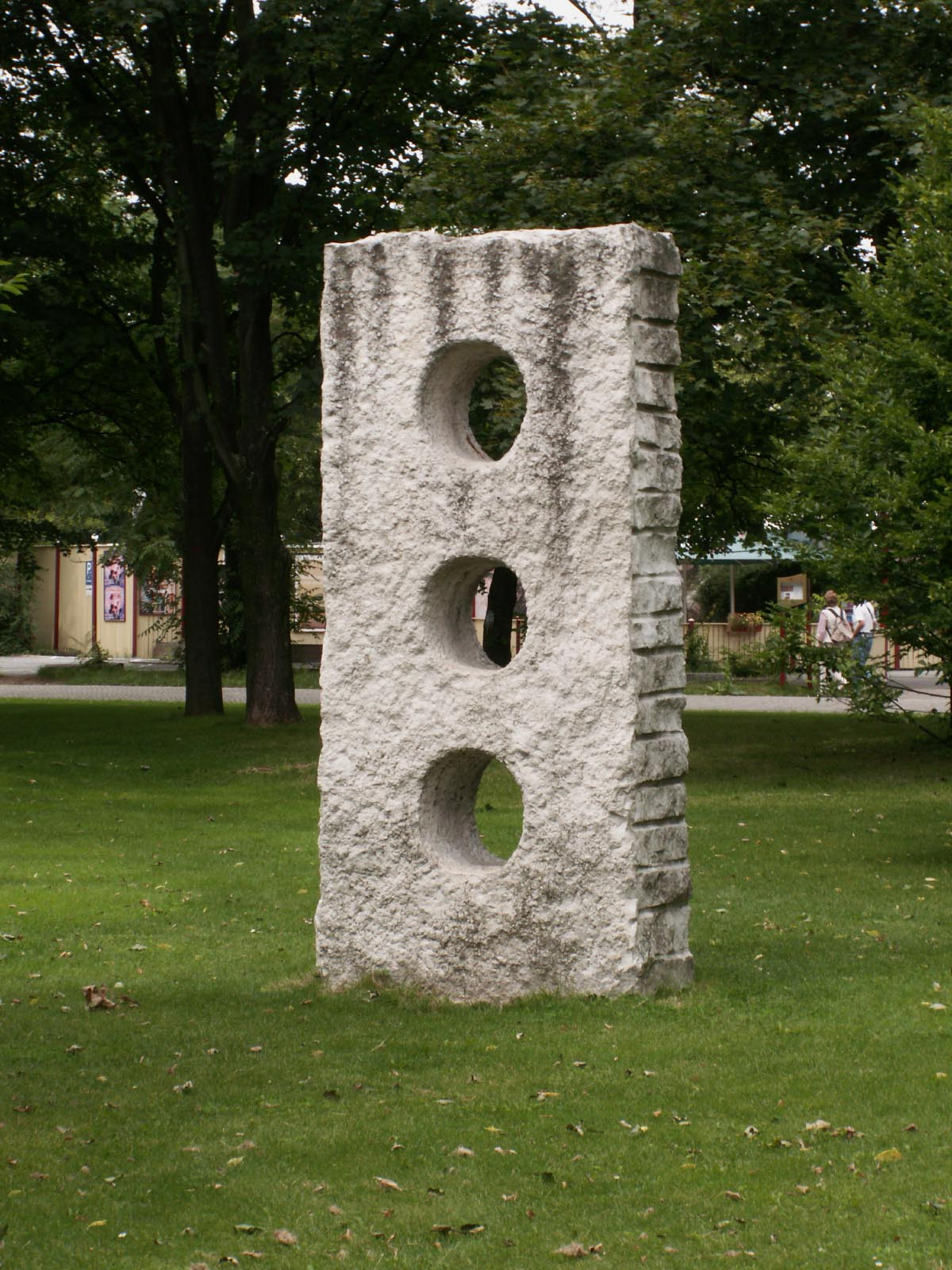
Berlin-Tiergarten (1961/63)
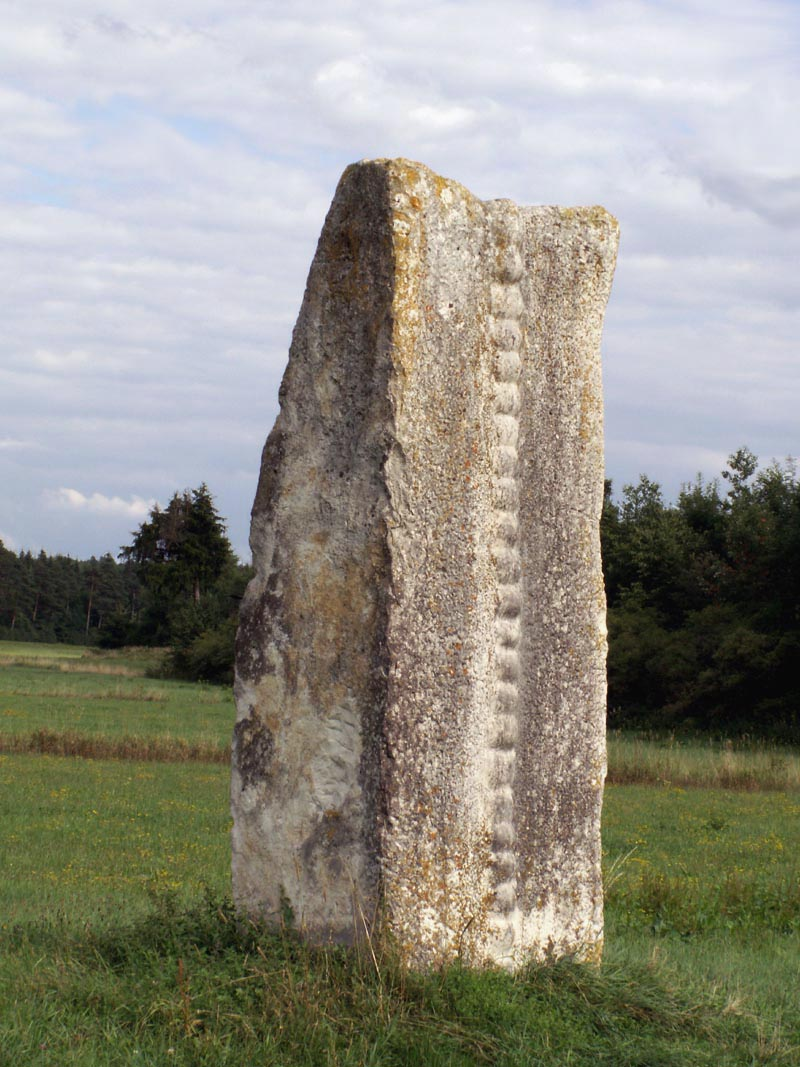
Skulpturenfeld Oggelshausen (1969/70)
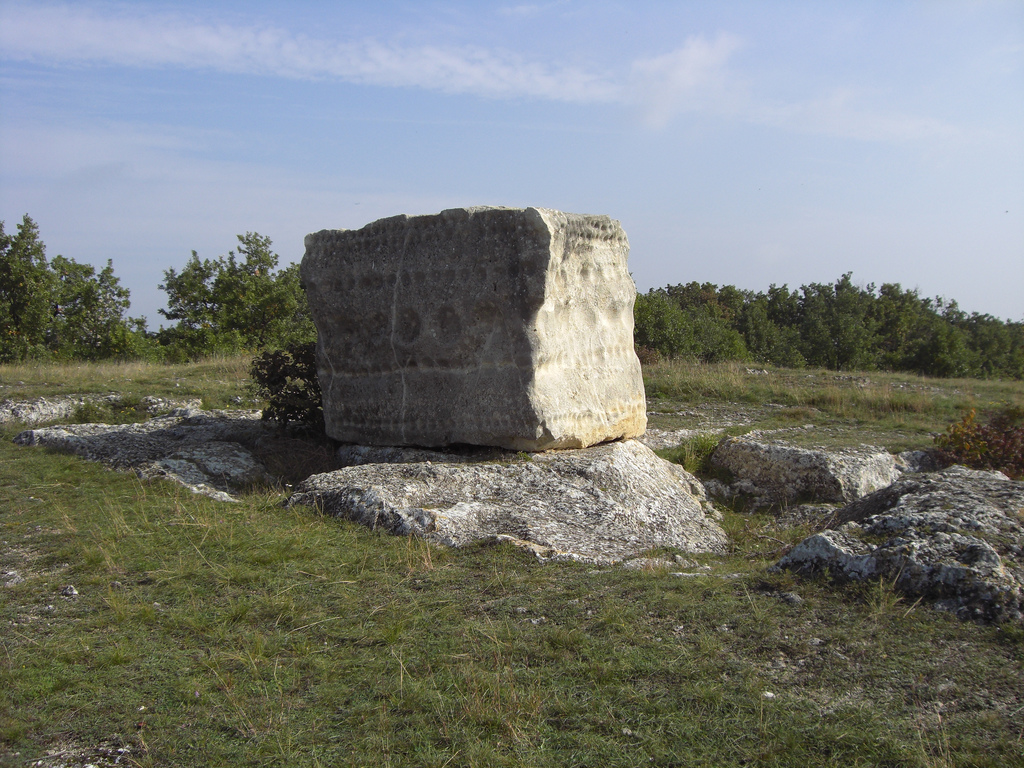
Sankt Margarethen im Burgenland
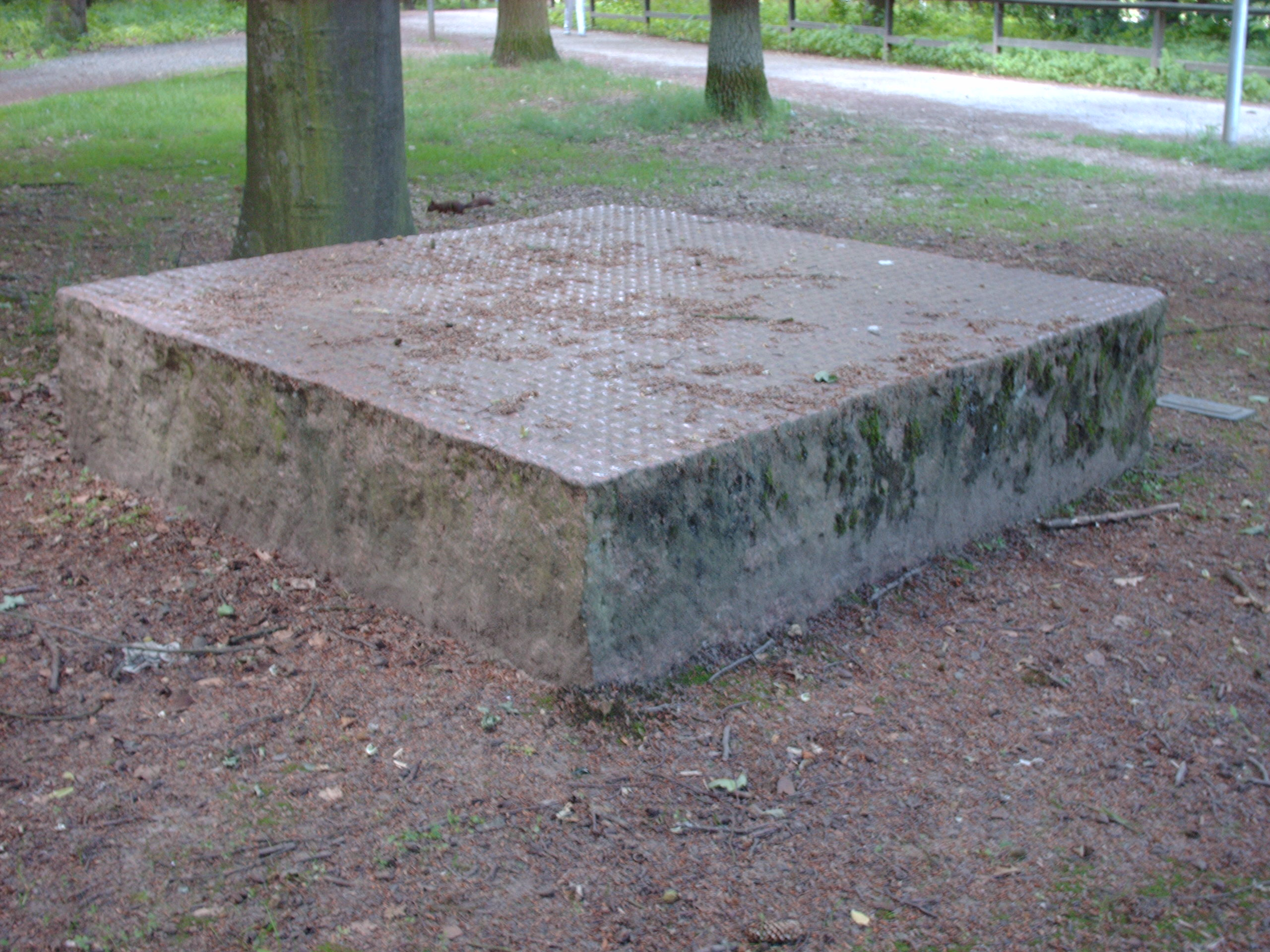
Stein zur Meditation (1982), Gießener Kunstweg
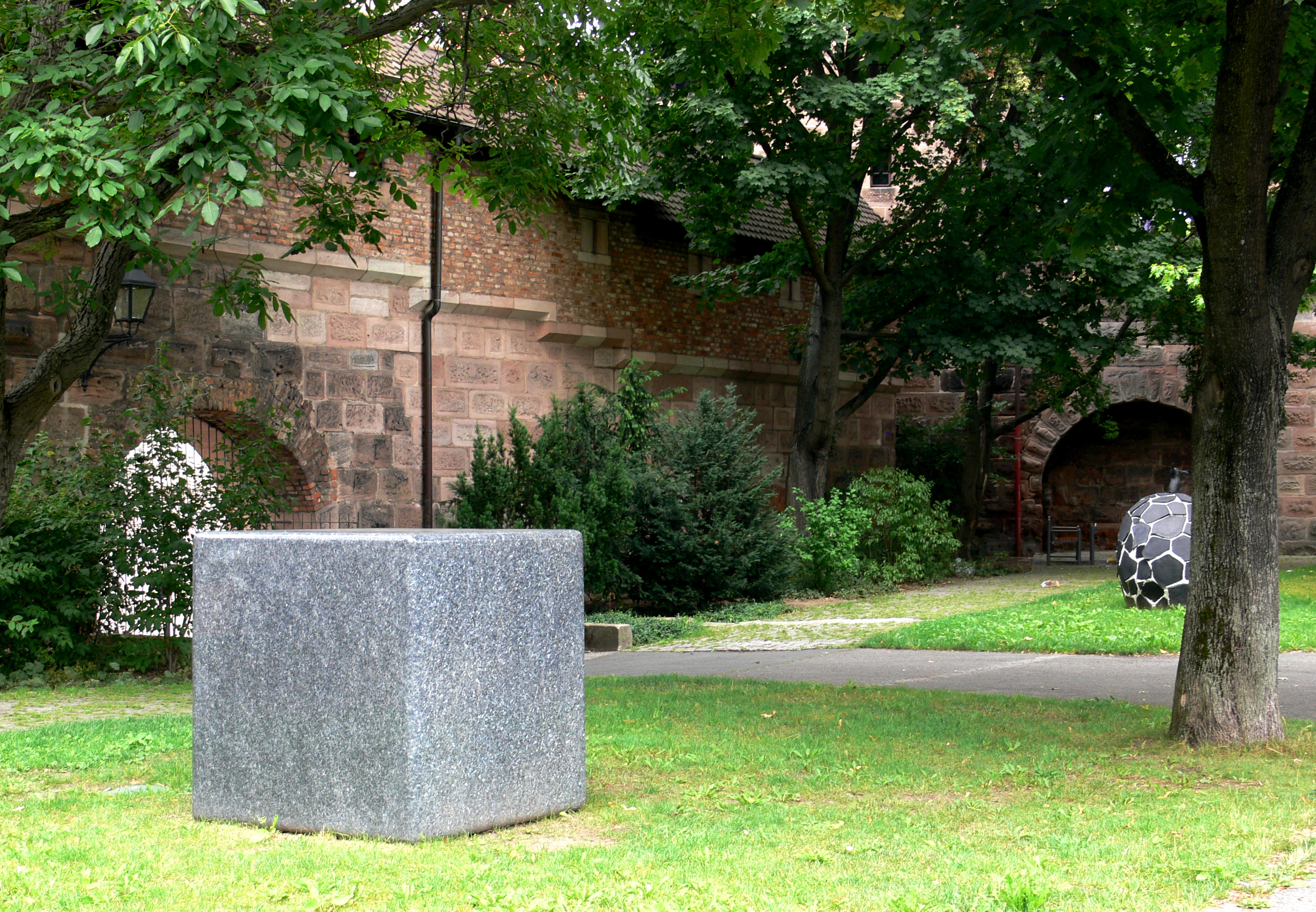
Stein zur Meditation (1987), Beeldenpark van het Neues Museum Nürnberg